# Cheung King Lok
En aquest nom xinès, el cognom és Cheung.
Cheung King Lok (8 de febrer de 1991) és un ciclista de Hong Kong, que combina tant en el ciclisme en pista com la carretera. Actualment milita a l'equip Orica-Scott.

## Palmarès en pista
- 2012
  - Campió d'Àsia en Madison (amb Choi Ki Ho)
- 2014
  - Campió d'Àsia en Puntuació
  - Campió d'Àsia en Madison (amb Leung Chun Wing)
- 2015
  - Campió d'Àsia en Madison (amb Leung Chun Wing)
- 2016
  - Campió d'Àsia en Persecució

### Resultats a laCopa del Món en pista
- 2015-2016
  - 1r a Cali, en Puntuació

## Palmarès en ruta
- 2010
  - Vencedor d'una etapa al Tour de Corea
- 2011
  - Campió de la Xina en contrarellotge
- 2012
  - Vencedor d'una etapa al Tour de Hainan
- 2014
  -  Campió de Hong Kong en ruta
  -  Campió de Hong Kong en contrarellotge
- 2015
  -  Campió de Hong Kong en contrarellotge
  - Vencedor d'una etapa al Tour de l'Ijen
- 2016
  - Campió d'Àsia en ruta
  - Campió d'Àsia en contrarellotge
  -  Campió de Hong Kong en ruta
  -  Campió de Hong Kong en contrarellotge
- 2017
  - Campió de la Xina en contrarellotge
  -  Campió de Hong Kong en contrarellotge
- 2018
  - Campió d'Àsia en contrarellotge